# Équipe cycliste Verva ActiveJet
Ne doit pas être confondu avec l'équipe cycliste Mróz-Active Jet qui portait ce nom en 2010.
L'équipe cycliste Verva ActiveJet est une formation polonaise de cyclisme professionnel sur route, active de 2014 à 2016. Elle a le statut d'équipe continentale lors de sa création en 2014 et devient une équipe continentale professionnelle en 2016 pour sa dernière saison.

## Histoire
L'équipe est fondée en 2014. Elle vise de monter en continental professionnel en 2015, statut qu'elle obtient finalement à compter de la saison 2016. Cependant, elle arrête ses activités à l'issue de la saison 2016.

## Principales victoires
- Coupe des Carpates : Paweł Franczak (2014)
- Puchar Ministra Obrony Narodowej : Konrad Dąbkowski (2014)
- Tour de l'Alentejo : Paweł Bernas (2015)
- Szlakiem Grodów Piastowskich : Paweł Bernas (2015)
- Visegrad 4 Bicycle Race-GP Czech Republic : Paweł Bernas (2015)

## Classements UCI
L'équipe participe aux épreuves des circuits continentaux et en particulier de l'UCI Europe Tour. Les tableaux ci-dessous présentent les classements de l'équipe sur les différents circuits continentaux, ainsi que son meilleur coureur au classement individuel.
UCI Europe Tour
| Saison | Classement par équipes | Meilleur coureur au classement individuel |
| ------ | ---------------------- | ----------------------------------------- |
| 2014   | 46e                    | Paweł Franczak (108e)                     |
| 2015   | 31e                    | Paweł Bernas (46e)                        |

## Effectif en 2016
| Cycliste              | Date de naissance | Nationalité | Équipe 2015      |  |
| --------------------- | ----------------- | ----------- | ---------------- |  |
| Stanislaw Aniolkowski | 20 janvier 1997   | Pologne     |                  |  |
| Adrian Banaszek       | 21 octobre 1993   | Pologne     | Kolss-BDC        |  |
| Norbert Banaszek      | 18 juin 1997      | Pologne     |                  |  |
| Paweł Bernas          | 24 mai 1990       | Pologne     | ActiveJet        |  |
| Łukasz Bodnar         | 10 mai 1985       | Pologne     | ActiveJet        |  |
| Paweł Charucki        | 14 octobre 1988   | Pologne     | Domin Sport      |  |
| Paweł Cieślik         | 12 avril 1986     | Pologne     | Whirlpool-Author |  |
| Paweł Franczak        | 7 novembre 1991   | Pologne     | ActiveJet        |  |
| Kamil Gradek          | 17 septembre 1990 | Pologne     | ActiveJet        |  |
| Karel Hník            | 8 août 1991       | Tchéquie    | Cult Energy      |  |
| Jonas Koch            | 25 juin 1993      | Allemagne   | Rad-net Rose     |  |
| Michał Podlaski       | 13 mai 1988       | Pologne     | ActiveJet        |  |
| Jiří Polnický         | 16 décembre 1989  | Tchéquie    | Whirlpool-Author |  |
| Jordi Simón           | 6 septembre 1990  | Espagne     | Ecuador          |  |
| Adam Stachowiak       | 10 juillet 1989   | Pologne     | Kolss-BDC        |  |
| Daniel Staniszewski   | 5 mai 1997        | Pologne     |                  |  |